# Клан Блер
Клан Блер (шотл. — Clan Blair) — один з кланів рівнинної Шотландії. На сьогодні клан Блер не має визнаного герольдами Шотландії вождя, тому називається, як і інші подібні клани, «кланом зброєносців».
Гасло клану: Amo Probos — Люблю доброчесність (лат.)

## Історія клану Блер
Назва клану походить від гельського слова Blar — блар — «відкритий простір», «поле». Тому землі в яких виник клан Блер можуть бути розташовані в різних частинах Шотландії. Колись назва клану писалась як Blare, але ця форма написання назви клану давно зникла.
Хоча вважається, що клан Блер є одним кланом, але існують дві групи людей які вважають себе кланом Блер, і ці дві групи навряд чи є спорідненими, імовірно, це два різних клани різного походження: перша виникла в Айрширі і носить назву Блер з Блера, а друга виникла в Пертширі і називається Блер Балтайок (шотл. — Blair Balthayock).

### Септа Блер з Блера
Свідчення про клан Блер ми знаходимо в записах Тімоті Понта (шотл. — Timothy Pont) з монастиря Кілвінінг, датовані 1608 роком. У цих записках говориться, що клан Блер був заснований лицарем норманського походження Жаном Франсуа або Джоном Франсісом (шотл. — John Francis), якому король Шотландії Вільгельм І (1165—1214) подарував титул барон Блер за вірну службу. Крім титулу лицар був нагороджений землями. Його онук Вільям де Блер одружився з дочкою короля Англії Джона Безземельного. Син Вільяма — сер Брайс де Блер був соратником сера Вільяма Воллеса, брав участь у повстанні за свободу Шотландії, після поразки повсталих був страчений в Барнс під час Різанини в Айрн у 1296 році. Племінник сера Брайса — Роджер де Блер був посвячений у лицарі Робертом Брюсом після того, як він пліч о пліч з ним воював у битві під Баннокберн у 1314 році. Клан Блер з Блера мав значний вплив у Шотландії, довгий час був сильним і заможним, аж до 1732 року, коли лінія вождів клану перервалася зі смертю останнього вождя клану — Вільяма Блера з Блера.
Септа і вожді володіли замком Блер, що був відомий як Блер-хауз і знаходиться в північній частині Ейрширу. У XII столітті цей замок збудували з дерева, але у 1201 році був перебудований — з каменю, в норманському стилі, з ровом та розвідним мостом. Замок зберігся до сьогодні.

### Септа Блер Балтайок
Походить від Стівена (Стевана) де Блера, що жив в XII столітті і володів землями в Блерговрі. Він згадується у королівській грамоті щодо земель Балгілло, що в Ангусі у документах монастиря Арброат. Сином Стівена був Олександр де Блер, що згадується в документах 1214 року. Він одружився з Елою — дочкою Гуго де Найдена, і завдяки цьому шлюбу отримав землі в Файфі, якими клан володів протягом кількох століть. Син Олександра — Вільям де Блер був посвячений в лицарі королем Шотландії Олександром II (1214—1249) і отримав титул Стюарт Файф у 1235 році.
Історія клану Блер Балтайок описується в книзі Джека Блера «Блери з Балтайока».
Дві септи клану Блер довгий час змагалися за верховенство і право на титул вождя клану. Зрештою, король Джеймс (Яків) VI у XVII столітті поклав край суперечці, заявивши, що «старший чоловік з двох сімей має верховенство над молодшими щодо титулу вождя». Хоча це твердження дозволяє припускати, що дві септи мають однакове походження від спільних предків, але немає жодних документів, які би підтверджували їхню спорідненість. Крім того, септи мають різні герби і різну символіку, очевидно, що вони мають різне походження.

## Видатні люди з клану Блер
- Джон Блер (близько 1300 року) — бенедиктинський чернець, став капеланом і товаришем по зброї сера Вільяма Воллеса — борця за свободу Шотландії, під час його повстання. Він написав книгу про життя Вільяма Воллеса.
- Джон Блер (пом. — 1782 року) — народився і здобув освіту в Единбурзі, але залишив Шотландію в молодості, поступив до школи в Хедж-Лейн (англ. — Hedge Lane), що в Лондоні. У 1754 році він опублікував книгу «Хронологія і історія від створення світу до року 1753 після Христа». Книга перевидавалась у 1756, 1768, 1814 роках і була перероблена і доповнена Віллобі Россом. У 1755 році він був обраний членом Королівського наукового товариства. У 1757 році він був призначений капеланом принцеси Августи Саксен-Готської і математичним наставником принца Едварда, герцога Йоркського і Олбані. У 1761 році він був обраний членом Королівського товариства антикварів.
- Роберт Блер (1748—1828) — був першим королівським професором астрономії в Університеті Единбургу (1785). Він винайшов апланат, запропонував цей термін. Це був значний крок у зниженні аберацій оптичних систем. Він експериментував з порожнистими лінзами, зробив низку винаходів в оптиці та астрономічній техніці.